# Mitteldorf (Bleicherode)
Mitteldorf ist ein historischer Ortsteil der ehemaligen Gemeinde Wipperdorf und gehört heute zur Stadt Bleicherode im Landkreis Nordhausen in Thüringen. Er umfasst den mittleren Teil des Siedlungsgebietes.

## Geografie
Mitteldorf liegt zusammen mit Oberdorf und Pustleben, den anderen beiden historischen Ortsteilen der ehemaligen Gemeinde Wipperdorf, in einem großen Talkessel an der Wipper zwischen der Hainleite und den Vorbergen des Südharzes.

## Geschichte
Mitteldorf wurde, wie das unmittelbar daran anschließende Oberdorf, am 1. April 1262 erstmals urkundlich als Roldesleiben erwähnt. Ende des 13. Jahrhunderts wurde eine kleine Kirche erbaut. 1336 taucht es im Zehntbuch des Nordhäuser Domstifts St. Crucis als „Roldysleiben inferiori“ auf. Die Benennung in Mittel- und Oberdorf setzte sich erst zu Beginn des 17. Jahrhunderts durch.
Am 1. Juli 1950 entstand die Gemeinde Wipperdorf durch den Zusammenschluss der bisherigen Gemeinden Mitteldorf und Pustleben. Oberdorf kam 1952 hinzu.
Mitteldorf wurde am 1. Januar 2019 mit der Gemeinde Wipperdorf in die Stadt Bleicherode eingemeindet.

## Infrastruktur
Die Landesstraße 1034 verläuft durch die drei Orte von Sondershausen kommend nach Kehmstedt. Südöstlich des Ortsteiles verläuft die Bundesautobahn 38. Der Haltepunkt Wipperdorf im benachbarten Pustleben liegt an der Bahnstrecke Halle (S.)–Kassel.
Nördlich des Orts befindet sich ein Windpark mit 10 Windkraftanlagen und einer Nennleistung von knapp 19 MW, der teilweise auch auf den Gemarkungen der Ortsteile Oberdorf und Pustleben liegt.

## Ortsbürgermeister
Ober- und Mitteldorf werden gemeinsam mit Pustleben regiert und verwaltet, da sie rechtlich keine eigenständigen Ortsteile mehr bilden. Ortsbürgermeister ist seit der Kommunalwahl 2024 Joachim Leßner von der Freiwilligen Feuerwehr und den Freien Wählern.